# Filip Vistorop
Filip Vistorop (Mostar, 29. travnja 1998.) hrvatski je rukometaš.

## Klupska karijera
Filip Vistorop je na početku karijere igrao za HMRK Zrinjski Mostar u Bosni i Hercegovini. Od 2018. igrao je za prvaka Hrvatske RK Zagreb. Sa Zagrebom je osvojio prvenstvo i kup Hrvatske 2019., 2021. i 2022. godine. Igrao je i sve četiri sezone sa Zagrebom u EHF Ligi prvaka. 2022. prelazi u njemački drugoligaš HBW Balingen-Weilstetten. 2023. promoviran je u Bundesligu kao prvak s Balingenom.

## Reprezentativna karijera
S mladom reprezentacijom Hrvatske sudjelovao je na Svjetskom prvenstvu do 19 godina 2017. S juniorima je osvojio srebrnu medalju na Svjetskom prvenstvu do 21 godine 2019.